# Giuliano Sarti
Giuliano Sarti (ur. 2 października 1933 w Castello d’Argile, zm. 5 czerwca 2017 we Florencji) – włoski piłkarz, występujący na pozycji bramkarza.
Z zespołem ACF Fiorentina zdobył mistrzostwo Włoch (1956), Puchar Włoch (1961) i Puchar Zdobywców Pucharów (1961). Z Interem Mediolan dwukrotnie sięgnął po mistrzostwo Włoch (1964, 1965), dwukrotnie Puchar Krajowych Mistrzów Europy (1964, 1965) i również dwukrotnie Puchar Interkontynentalny (1964, 1965). W reprezentacji Włoch w latach 1959–1967 rozegrał 8 meczów.